# Aschanti-Fante-Krieg (1806–1807)
Der Aschanti-Fante-Krieg von 1806 bis 1807 ereignete sich im Süden des heutigen Ghana und endete mit der Niederlage der unter sich zerstrittenen ersten Konföderation der Fante, deren Gebiet daraufhin bis 1823 vom Reich der Aschanti beherrscht wurde.

## Vorgeschichte
Hintergrund des Krieges war eine jahrzehntelange Rivalität zwischen dem mit den Briten verbündeten Küstenvolk der Fante und der aufsteigenden Regionalmacht der Aschanti. Das Aschantireich streckte sich zu Beginn des 19. Jahrhunderts über nahezu das gesamte Staatsgebiet des heutigen Ghanas mit Ausnahme des schmalen Küstenstreifens, der von den Fante-Staaten gebildet wurde. Seit ihrer Erbeutung der sogenannten Elmina-Note besaßen die Aschanti über die Hafenstadt Elmina direkten Zugang zum Handel mit den Europäern, konkret mit den Niederländern. Elmina allerdings war von Fantegebiet umgeben. Die Fante behinderten den Zugang nach Elmina und unterbrachen häufig den, für das Aschantireich mit Blick auch auf die Versorgung mit Feuerwaffen existentiellen, Handel mit den Europäern.

## Auslöser
Auslöser des Krieges wurde ein Grabraub in dem Aschanti tributpflichtigen, zweigeteilten Reich Assin. Eine Hälfte dieses Reiches unterstand dem Regionalherrscher Tsibu, die andere Hälfte Amo. Einer von Tsibus Leuten raubte ein mit reichen Grabbeigaben ausgestattetes Grab eines Angehörigen von Amo aus. Amo wandte sich an den Asantehene (Aschantiherrscher), der beschloss, dass Tsibu Entschädigung zu leisten habe. Tsibu und weitere Angeklagte weigerten sich jedoch und flohen, nachdem sie Vertreter des Asantehene ermordet und ihnen goldene Schwerter geraubt hatten, zu den Fante, deren Unterstützung sie mit den geraubten Gütern erlangten. Der Asantehene verlangte ein Durchzugsrecht seiner Truppen durch das Fantegebiet, um die Rechtsbrecher zu fangen. Die Fante gewährten dieses Recht, verbündeten sich aber beim Nahen der Aschantitruppen mit den Assinrebellen und griffen die Streitmacht der Aschanti an. Nach dem Sieg der Aschanti erklärte sich Tsibu zur Entschädigung und Rückgabe der geraubten Güter einschließlich der Goldschwerter bereit. Der Asantehene akzeptierte seinerseits das Angebot und sandte Geschenke an Tsibu, der nun aber die Gesandten des Asantehene köpfen ließ.

## Verlauf des Krieges
Der Asantehene erklärte daraufhin Assin und den Fantestaaten den Krieg, besiegte sämtliche Truppen, die sich ihm entgegenstellten und trieb Tsibu und seine Leute von Stadt zu Stadt. Als Tsibu Zuflucht im britischen Cape Coast suchte, ließ ihn der dortige britische Gouverneur ergreifen und an die Aschanti ausliefern. Nach der Exekution Tsibus marschierten die Truppen der Aschanti ostwärts und brannten die Stadt Winneba nieder. Erst der Ausbruch der Pocken unter seinen Leuten bewog den Asantehene zum Rückzug.

## Ergebnis des Krieges
Trotz des Rückzuges aufgrund des Ausbruchs der Pocken hatten die Aschanti die Fantestaaten vollständig besiegt und – trotz häufiger Aufstände – bis 1823 ihrem Reich eingegliedert. Der Asantehene gab sich anschließend den Beinamen „Bonsu“ (Wal), da er „nicht einmal im Meer einen Gegner gefunden habe, der ihm widerstehen konnte“ und ging als Osei Bonsu in die Geschichte ein.
Der Krieg von 1806 war die für die Aschanti erfolgreichste einer Reihe von Invasionen der Küstenregion durch die Aschanti seit dem späten 18. Jahrhundert (1726, 1765 und 1777), die alle das Ziel des ungehinderten Handels über Elmina und weitere Küstenstädte verfolgten.